# Zoophilie (Botanik)
Als Zoophilie (von altgriechisch ζώον zṓon, deutsch ‚Tier, Lebewesen‘ und -philie; nicht zu verwechseln mit der gleichnamigen menschlichen Paraphilie) oder Zoogamie (γάμος gámos, deutsch ‚Hochzeit‘) bezeichnet man in der Botanik ein Merkmalssyndrom bei Pflanzen, das mit der biotischen Bestäubung durch Tiere einhergeht („Tierblütigkeit“), d. h. allgemein die durch Koevolution erworbene Anpassungen von Pflanzen an alle Fälle der biotischen Bestäubung.
Das Gegenteil ist ein Merkmalssyndrom, das sich bei Pflanzen mit abiotischer Bestäubung herausbildet, etwa bei Anemophilie (Bestäubung durch Wind) oder Hydrophilie (Bestäubung mittels Wasser).

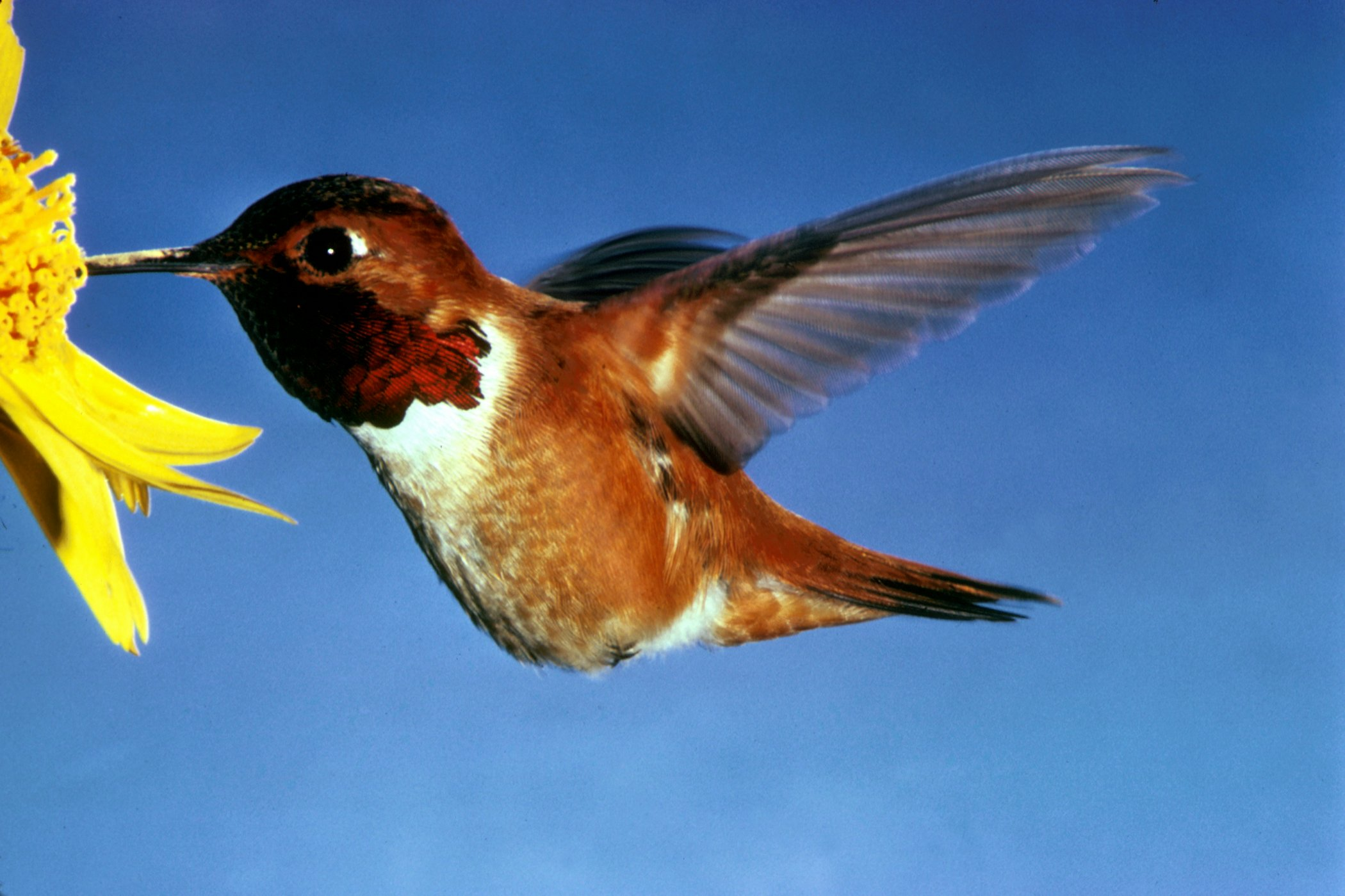
Kolibris ernähren sich von Nektar und kleinen Insekten, die sie in Blüten finden. Kolibris können bei der Nahrungssuche Blüten bestäuben.

Zoophile Pflanzenarten besitzen oft einige der für die Zoophilie als typisch geltenden Eigenschaften:
- staminokarpellate (= zwittrige) Blüten (Staubblätter und Fruchtblätter in derselben Blüte)
- für die Bestäuber auffällige Farben, Gerüche oder Strukturen. zum Beispiel:
  - auffällige Blütenblätter
  - auffällige Hochblätter
- vom Bestäuber nutzbare Ressourcen zum Beispiel:
  - Pollen
  - Nektar
  - Fette Öle
  - Harze
  - Duftöle
  - Schlafplätze

Bei der Zoophilie wird der Pollen von Tieren transportiert. Beim Blütenbesuch wird Pollen an den Bestäuber angeheftet, oftmals durch klebrige Pollenanhängsel oder eine strukturreiche Außenschicht, und dann auf die Narbe einer Blüte übertragen. Mit der Übertragung des Pollens auf die Narbe (bei Nacktsamern auf den Bestäubungstropfen) ist die Bestäubung vollzogen.

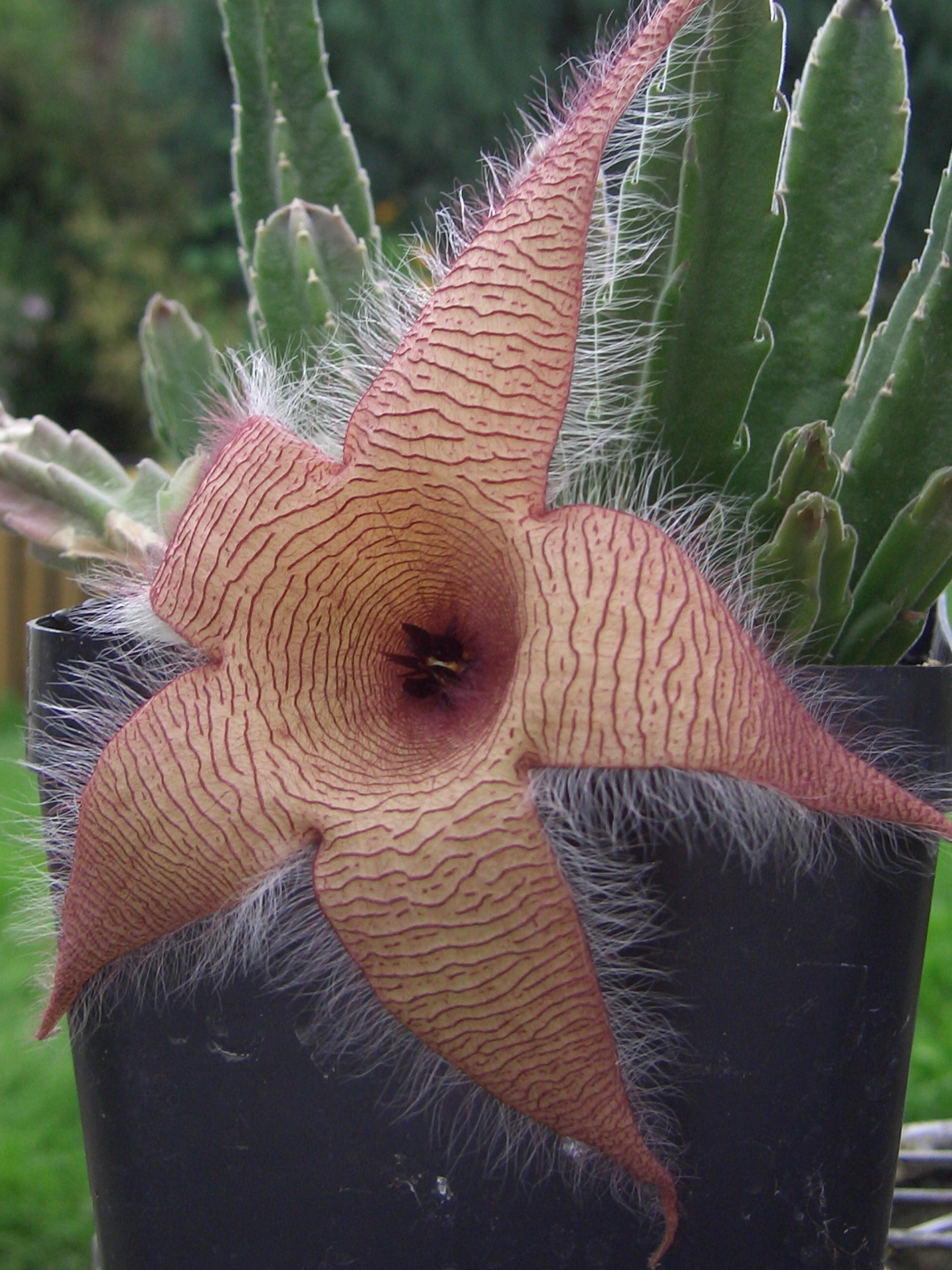
Die Stapelien-Art Stapelia gigantea mit typischen Merkmalen einer von Schmeißfliegen bestäubten Pflanze: aasartiges Aussehen mit Haaren wie ein Tierkadaver, penetranter Geruch nach Verwesung

Transportpartner der zoophilen Pflanzen sind:
- Insekten (Entomophilie)
  - Zweiflügler Fliegen, Mücken (Diptera) (My(i)ophilie)[1]
    - Aasfliegen (Sapromy(i)ophilie)[1]
    - Pilzmücken (Mycetophilie)[2]

  - Hautflügler (englisch auch Hymenopterophily oder Hymenophily, aber wenig bekannt bzw. gebräuchlich)[3][4]
    - Bienen, Hummeln (Apoidea) (Melittophilie)
      - Prachtbienen (Euglossini) (Euglossophilie). Wurde eingeführt von Hans Wiehler für die Bestäubung neotropischer Gesneriaceae, da ihm der in der Alten Welt geprägte Begriff Melittophilie dafür ungeeignet erschien. Wiehler unterteilt in Andro- (nur die Männchen) und Gynandro-Euglossophilie (Männchen und Weibchen).[5][6]

    - Wespen (Sphecophilie)

  - Käfer (Cantharophilie, Coleopterophilie)[7]
  - Schmetterlinge allgemein (Lepidopterophilie)
    - Motten (Phalenophilie)
    - Zünsler (Pyrilidophilie)[8]
    - Nachtschwärmer (Sphingophilie)
    - Tagfalter (Psychophilie)
- Säugetiere (Mammaliophilie auch Therophilie)[9]
  - Höhere Säugetiere (Eutherophilie)[9]
    - Nager (Sminthophilie)[9]
    - Fledermäuse, Flughunde (Chiropterophilie)

  - Beuteltiere (Metatherophilie)[9]
    - Opossums, Kletterbeutler, Honigbeutler
- Reptilien (Saurophilie)
- Schnecken (Malak(c)ophilie)[1]
- Vögel (Ornithophilie)

Die Bestäubung durch von im Schneckenschleim mitgeführte Pollen (Malakophilie) wurde zwar mehrfach beschrieben (zum Beispiel Schusterpalme), ist aber umstritten (Daumann 1963).
Nicht zu verwechseln ist die Zoogamie mit der Zoidiogamie, mit der die Befruchtung durch begeißelte Spermazellen gemeint ist.
Wenn eine Tierart nur eine Pflanzenquelle (Gattung oder Familie) nutzt wird sie als oligo- oder monolektisch bezeichnet, wenn mehrere Quellen genutzt werden dann polylektisch.
Wird eine Pflanze hauptsächlich von einer Art bestäubt nennt man dies monophil, wird sie von mehreren Art bestäubt polyphil, oder wenn sie von einigen verwandten Taxa bestäubt wird dann nennt man dies oligophil.

## Nutzen unterschiedlicher Bestäuber
2024 wurde eine Arbeit über Äthiopische Wölfe als mögliche Bestäuber von Fackellilien der Art Kniphofia foliosa veröffentlicht. Dabei wurde auch die unterschiedliche Wirkung von fliegenden und nichtfliegenden Bestäubern erwähnt. Fliegende Bestäuber, wie Insekten und Vögel, verbreiten den Pollen weiträumiger in verschiedenen Populationen und tragen so zum Genfluss bei. Tiere wie der Äthiopische Wolf hingegen würden den Pollen eher lokal verbreiten und so zur Konservierung von Genen beitragen. Das Gleichgewicht beider Faktoren könnte Veränderungen des Genflusses in lokalen Populationen bewirken.